# Shandita
La shandita és un mineral de la classe dels sulfurs. Va ser anomenat així per Paul Ramdohr l'any 1950 en honor del petròleg Samuel James Shand, professor de la universitat de Stellenbosch de Sud-àfrica.

## Característiques
La shandita és un sulfur de fórmula química Ni₃Pb₂S₂. Cristal·litza en el sistema trigonal. La seva duresa a l'escala de Mohs és 4. Pot presentar impureses de zinc, ferro, cobalt i manganès.
Segons la classificació de Nickel-Strunz, la shandita pertany a «02.BD: Sulfurs metàl·lics, M:S > 1:1 (principalment 2:1), amb Pb (Bi)» juntament amb els següents minerals: furutobeïta, rodoplumsita, betekhtinita, parkerita, schlemaïta i pašavaïta.

## Formació i jaciments
S'ha descrit a Austràlia, el Japó i Amèrica del Nord. Sovint es troba en serpentines.